# Terremoto de Tirua de 2011
El Terremoto de Tirúa de 2011 fue un sismo significativo de magnitud 7,2 Mw, que ocurrió a las 17:20:17, hora local (UTC-3) del domingo, 2 de enero de 2011. El epicentro se localizó a 69 km al noroeste de Temuco y a 149 km al oeste de Tirúa, en el límite entre la Región del Biobío y la Región de la Araucanía. Expertos determinaron que este sismo se trataba de una réplica tardía del Terremoto de Chile de 2010 ocurrido 10 meses antes. 